# (19578) Kirkdouglas
(19578) Kirkdouglas ist ein Asteroid des Hauptgürtels, der am 20. Juni 1999 vom australischen Amateurastronomen John Broughton an seinem privaten Reedy-Creek-Observatorium (IAU-Code 428) in Queensland in Australien entdeckt wurde.
Der Himmelskörper gehört der Nysa-Familie an, einer großen Gruppe von Asteroiden, benannt nach (44) Nysa, früher auch Hertha-Familie nach (135) Hertha, einem der größten Cluster von Asteroidenfamilien im Asteroidengürtel.
Der Asteroid wurde am 5. Juli 2001 nach dem US-amerikanischen Schauspieler und Schriftsteller Kirk Douglas (1916–2020) benannt, der in den 1950er und 1960er Jahren zu den führenden Hollywood-Stars zählte und oft in Western und Abenteuerfilmen zu sehen war.